# Менес, Абрахам
Менес Абрахам (англ. Menes Abraham 29 января 1897, Гродно — 18 октября 1969, Нью-Йорк) — историк, редактор, общественный деятель, библейский учёный.

## Биография
Получил традиционное еврейское образование в хедере, продолжил свою учёбу в иешивах Мира и Гродно. Был активным членом Бунд и еврейской социалистической партии. После первой мировой войны зам. председателя еврейской общины Гродно. С 1920 — в Берлине, где изучал еврейскую историю. Один из организаторов Еврейского научного института. В 1923 вместе с Р. А. Абрамовичем написал «Популярную историю Израиля» (на идише). В 1925 был в числе основателей «YIVO» (совместно с Н. И. Штифом и И. Х. Чериковером) . В 1933 переехал в Париж, входил в состав редакции «Всеобщей еврейской энциклопедии» (на английском языке). Сотрудничал в Еврейском народном университете (1935—1937). В 1940 эмигрировал в США, где сотрудничал в «Форвард» (с 1947).